# Бертоне
Групо Бертоне (на италиански: Gruppo Bertone) е италианска автомобилна компания, която е специализирана в стайлинг и производство на прототипи на автомобили. Стилът на Бертоне е характерен, като автомобилите създадени от компанията, притежават силна „семейна прилика“, дори ако дизайнерите са я разработили за различни производители.
Бертоне разработва през годините множество култови автомобили. Особено успешни са разработките за Абарт, Алфа Ромео, Ситроен, Ферари, ФИАТ, Ланчия, Ламборджини, Мерцедес-Бенц, Волво и др. Освен автомобилните разработки, студио Бертоне е разработчика на дизайна на известния италиански скутер „Lambretta“. В края на 80-те години на ХХ век, Бертоне също така разработва дизайна на мотоциклетни каски и каски за велосипедисти „K20“, за швейцарския производител на каски – Kiwi.
Компанията е базирана в Груглиаско, като е основана като „Carrozzeria Bertone“ през 1912 година, от Джовани Бертоне, с главен дизайнер Нучио Бертоне, който и поема компанията след Втората световна война. Фирмата е разделена на две основни дейности – Carrozzeria Bertone, която произвежда 40 000 коли на година в силните си години, и дизайнерско студио – Stile Bertone.
В настоящия момент (2009), компанията е оглавяване от Лили Бертоне, вдовица на Нучио.

### Автомобили и скутери разработени от Бертоне
- 1952 ФИАТ Абарт 1500 Купе
- 1953 Arnolt-MG Convertible and Coupe
- 1953 Алфа Ромео BAT
- 1953 ФИАТ 1100
- 1953 ФИАТ 8V Спайдър
- 1954 Алфа Ромео 1900 Спорт Спайдър
- 1954 Алфа Ромео 2000 Sportiva
- 1954 Алфа Ромео BAT-7
- 1954 Алфа Ромео Джулиета Спринт
- 1954 Астон Мартин DB2/4 Спайдър
- 1955 Алфа Ромео BAT-9
- 1955 Arnolt-Bristol Spider and Coupe
- 1955 Citroen DS 19
- 1958 Абарт 1000 GT Купе
- 1959 NSU Sport Prinz
- 1960 Gordon-Keeble
- 1960 NSU Wankel Spider
- 1961 Астон Мартин DB4
- 1962 Алфа Ромео 2600
- 1962 Алфа Ромео Джулия
- 1962 Алфа Ромео Спринт GT
- 1962 Алфа Ромео GTA
- 1962 БМВ 3200 CS
- 1962 ферари 250 GT Berlinetta Lusso
- 1962 Iso Rivolta
- 1962 Симка 1000
- 1964 Алфа Ромео Кенгуру
- 1965 Абарт OT 1000 Spider
- 1965 Fiat 850 Спайдър
- 1965 Iso Grifo
- 1967 Алфа Ромео GT 1300 Джуниър
- 1967 Алфа Ромео Монтреал
- 1967 ФИАТ Дино
- 1967 Ламборджини Марзал
- 1967 Ламборджини Миура
- 1967 Симка 1200S Coupé
- 1968 Alfa Romeo Carabo
- 1968 ФИАТ 850 Спорт Спайдър
- 1968 Ламборжини Еспада
- 1968 Lambretta Luna line: Lui, Vega & Cometa
- 1969 Iso Lele
- 1969 Lambretta GP/DL Scooter
- 1970 Ланчия Стратос „ЗИРО“
- 1970 Ламборджини Урако
- 1970 БМВ Garmisch 2200Ti (последван от БМВ 5-а серия)
- 1971 Ламборджини Кунтач
- 1972 Ланчия Стратос
- 1972 Fiat X1/9 (also badged as a Bertone and built on Bertone's own line)
- 1972 Ситриен Камарк
- 1972 Мазерати Хамсин
- 1973 NSU Trapeze
- 1974 Ламборджини Браво
- 1974 Ферари GT4
- 1974 Мазерати Куатропорте II
- 1976 Алфа Ромео Навахо
- 1976 Ферари Рейнбоу
- 1977 Волво 262C
- 1977 Ягуар Аскот
- 1978 фИАТ Ритмо
- 1978 Алфа Ромео Алфета
- 1978 Ланчия Сабило
- 1979 Волво Тундра
- 1980 Алфа Ромео Алфета 2000
- 1980 Ламборджини Атон
- 1981 Мазда MX-81
- 1981 Мерцедес-Бенц W126
- 1982 Ситроен BX
- 1983 Алфа Ромео Делфино
- 1984 Шевролет Рамаро
- 1984 Алфа Ромео 90
- 1985 Волво 780
- 1986 Ситроен Забрус
- 1987 Шкода Фаворит
- 1988 Ламборджини Дженезис
- 1989 Ситроен XM
- 1989 Bertone Freeclimber
- 1990 Ламборджини Диабло
- 1990 Шевролет Нивола
- 1991 Ситроен ZX
- 1991 Гизета-Мородер V16T
- 1992 Бертоне Блиц
- 1993 Ситроен Ксантия
- 1994 Опел Астра Кабрио
- 1995 Фиат Пунто Кабриолет
- 1995 Деу Есперо
- 2000 Опел Астра Coupe
- 2001 Опел Астра Кабриолет
- 2003 Алфа Ромео GT
- 2003 Bertone Birusa
- 2004 Бертоне Астън Мартин Jet 2
- 2005 Bertone Villa
- 2006 Bertone Suagnà
- 2006 BMW Younique
- 2007 Bertone Fiat Barchetta
- 2008 Chery Kimo
- 2008 Алфа Ромео BAT-11
- 2009 Bertone Mantide